# Christoph Traugott Delius
Christoph Traugott Delius (* 1728 in Wallhausen (Helme); † 21. Januar 1779 in Florenz) war ein deutscher Bergbauwissenschaftler.

## Leben
Delius’ Vater war Landkommissar. Nach dem Besuch der Gymnasien in Quedlinburg und Magdeburg immatrikulierte er sich am 17. März 1749 an der Universität Wittenberg. Hier wollte er ursprünglich zunächst die Rechtswissenschaften studieren, wandte sich dann aber mathematischen und naturwissenschaftlichen Studien zu. Aus finanziellen Gründen trat er vorübergehend in den Militärdienst.
Anschließend begab sich Delius nach Wien, wo er zum katholischen Glauben konvertierte. In Schemnitz studierte er Bergwerkswissenschaft, wobei er von seinen mathematischen Kenntnissen profitieren konnte. 1756 übernahm er im Banat die Stelle eines Markscheiders, wurde 1761 Bergverwalter, 1764 Oberbergverwalter und Assessor des Bergkollegiums und 1770 Professor der Bergbaukunde und Bergkameralistik an der Bergakademie Schemnitz. Damit war er zugleich kaiserlicher Rat und Beisitzer im Obrist-Kammergrafenamt geworden.
1772 wurde Delius nach Wien berufen, wo er sich an der Errichtung des Bergbau- und Münzdepartements beteiligte. Gleichzeitig wurde er zum Wirklichen Hofrat und Referenten in Bergwerks- und Münzsachen berufen. Nach einem schaffensreichen Leben suchte er durch Kuren in Italien seinen Gesundheitszustand zu verbessern, verstarb jedoch während dieser Reise in Florenz.
Delius beschäftigte sich in seinen Arbeiten vorwiegend mit Bergbau und Hüttenwesen. Im Jahr 1778 wurde er zum Mitglied der Leopoldina gewählt.

## Werke
- Abhandlung von dem Ursprunge der Gebürge und der darinne befindlichen Erzadern, oder der sogenannten Gänge und Klüfte; ingleichen von der Vererzung der Metalle und insonderheit des Goldes. Christ. Gottlob Hilscher, Leipzig 1770 (Digitalisat der BSB München).
- Anleitung zu der Bergbaukunst nach ihrer Theorie und Ausübung, nebst einer Abhandlung von den Grundsätzen der Berg= Kammeralwissenschaft für die Kaiserl. Königl. Schemnitzer Bergakademie entworfen. Johann Thomas Edler von Trattner, Wien 1773. 2. Aufl.: Hof- und Staats-Druckerey, Wien 1806; französisch: Traité sur la science de l'exploitation des mines, par théorie et pratique, avec un discours sur les principes des finances, trad. par Mr. Schreiber. 2 Bde. Philippe Denys Pierres, Paris 1778. (Digitalisat Ausgabe 1773 ETH)